# فینال ای‌اف‌سی کاپ ۲۰۲۱
فینال ای‌اف‌سی کاپ ۲۰۲۱ مسابقه فینال هجدهمین دوره ای‌اف‌سی کاپ بود که در ۵ نوامبر ۲۰۲۱ برگزار شد و المحرق بحرین به مقام قهرمانی دست یافت.
قهرمان این دوره مسابقات به صورت خودکار وارد مرحله پلی‌آف لیگ قهرمانان آسیا ۲۰۲۲ می‌شود حتی اگر در لیگ و جام حذفی کشورش سهمیه نگرفته باشد.

## مسابقه
| نسف قرشی | ۰–۳   | المحرق                                  |
| -------- | ----- | --------------------------------------- |
|          | گزارش | - Al-Mardi ۲' - Sabba ۷۴' - Carioca ۸۰' |